# Cenozoic
| Eó         | Era       | Període    | Sèrie        | Edat (Ma)       |
| ---------- | --------- | ---------- | ------------ | --------------- |
| Fanerozoic | Cenozoic  | Quaternari | Holocè       | 0,0117          |
| Fanerozoic | Cenozoic  | Quaternari | Plistocè     | 2,58            |
| Fanerozoic | Cenozoic  | Neogen     | Pliocè       | 5,333           |
| Fanerozoic | Cenozoic  | Neogen     | Miocè        | 23,03           |
| Fanerozoic | Cenozoic  | Paleogen   | Oligocè      | 33,9            |
| Fanerozoic | Cenozoic  | Paleogen   | Eocè         | 56,0            |
| Fanerozoic | Cenozoic  | Paleogen   | Paleocè      | 66,0            |
| Fanerozoic | Mesozoic  | Cretaci    | Superior     | 100,5           |
| Fanerozoic | Mesozoic  | Cretaci    | Inferior     | ~ 145,0         |
| Fanerozoic | Mesozoic  | Juràssic   | Superior     | 163,5 ± 1,0     |
| Fanerozoic | Mesozoic  | Juràssic   | Mitjà        | 174,1 ± 1,0     |
| Fanerozoic | Mesozoic  | Juràssic   | Inferior     | 201,3 ± 0,2     |
| Fanerozoic | Mesozoic  | Triàsic    | Superior     | ~ 237           |
| Fanerozoic | Mesozoic  | Triàsic    | Mitjà        | 247,2           |
| Fanerozoic | Mesozoic  | Triàsic    | Inferior     | 251,902 ± 0,024 |
| Fanerozoic | Paleozoic | Permià     | Lopingià     | 259,51 ± 0,21   |
| Fanerozoic | Paleozoic | Permià     | Guadalupià   | 272,95 ± 0,11   |
| Fanerozoic | Paleozoic | Permià     | Cisuralià    | 298,9 ± 0,15    |
| Fanerozoic | Paleozoic | Carbonífer | Pennsylvanià | 323,2 ± 0,4     |
| Fanerozoic | Paleozoic | Carbonífer | Mississippià | 358,9 ± 0,4     |
| Fanerozoic | Paleozoic | Devonià    | Superior     | 382,7 ± 1,6     |
| Fanerozoic | Paleozoic | Devonià    | Mitjà        | 393,3 ± 1,2     |
| Fanerozoic | Paleozoic | Devonià    | Inferior     | 419,2 ± 3,2     |
| Fanerozoic | Paleozoic | Silurià    | Pridolià     | 423,0 ± 2,3     |
| Fanerozoic | Paleozoic | Silurià    | Ludlowià     | 427,4 ± 0,5     |
| Fanerozoic | Paleozoic | Silurià    | Wenlockià    | 433,4 ± 0,8     |
| Fanerozoic | Paleozoic | Silurià    | Llandoverià  | 443,8 ± 1,5     |
| Fanerozoic | Paleozoic | Ordovicià  | Superior     | 458,4 ± 0,9     |
| Fanerozoic | Paleozoic | Ordovicià  | Mitjà        | 470,0 ± 1,4     |
| Fanerozoic | Paleozoic | Ordovicià  | Inferior     | 485,4 ± 1,9     |
| Fanerozoic | Paleozoic | Cambrià    | Furongià     | ~ 497           |
| Fanerozoic | Paleozoic | Cambrià    | Miaolingià   | ~ 509           |
| Fanerozoic | Paleozoic | Cambrià    | Segona sèrie | ~ 521           |
| Fanerozoic | Paleozoic | Cambrià    | Terranovià   | 541,0 ± 1,0     |

El Cenozoic és l'era geològica que començà fa 66,0 milions d'anys i encara dura. Es tracta de la tercera era de l'eó Fanerozoic.
Cobreix els 65,5 milions d'anys que han passat des de l'extinció K-Pg al final del Cretaci que marcà la desaparició dels dinosaures i la fi de l'era mesozoica. És la tercera i última era de l'eó fanerozoic i és la continuació de l'era mesozoica. El Terciari, actualment no reconegut per la Comissió Internacional d'Estratigrafia, comprenia l'era cenozoica excepte els últims 2,5 milions d'anys, quan s'inicia el Quaternari.
El seu nom ve del grec i significa 'animals nous' (de καινός / kainos, 'nou' i ζωή / zoè, 'animal' o 'vida'). El nom va ser proposat el 1840 pel geòleg britànic John Phillips (1800–1874), que originalment l'escrivia Kainozoic.

## Divisions
El cenozoic està dividit en dos períodes, el Paleogen i el Neogen, que al seu torn estan dividits en èpoques. El Paleogen consisteix del Paleocè, eocè i oligocè, i el Neogen consisteix en el Miocè, Pliocè, Plistocè i Holocè, que és l'actual. Antigament el Cenozoic estava dividit en dues suberes anomenades Terciari (Paleocè i Pliocè) i Quaternari (Plistocè i Holocè). Tanmateix, ja no són reconegudes. El 2004, el període terciari va ser substituït oficialment pels períodes paleògens i neògens. L'ús comú d'èpoques durant el Cenozoic ajuda els paleontòlegs a organitzar i agrupar millor els nombrosos esdeveniments significatius que es van produir durant aquest interval de temps relativament curt. El coneixement d'aquesta època és més detallat que qualsevol altra època a causa de les roques relativament joves i ben conservades que hi estan associades.

### Paleogen

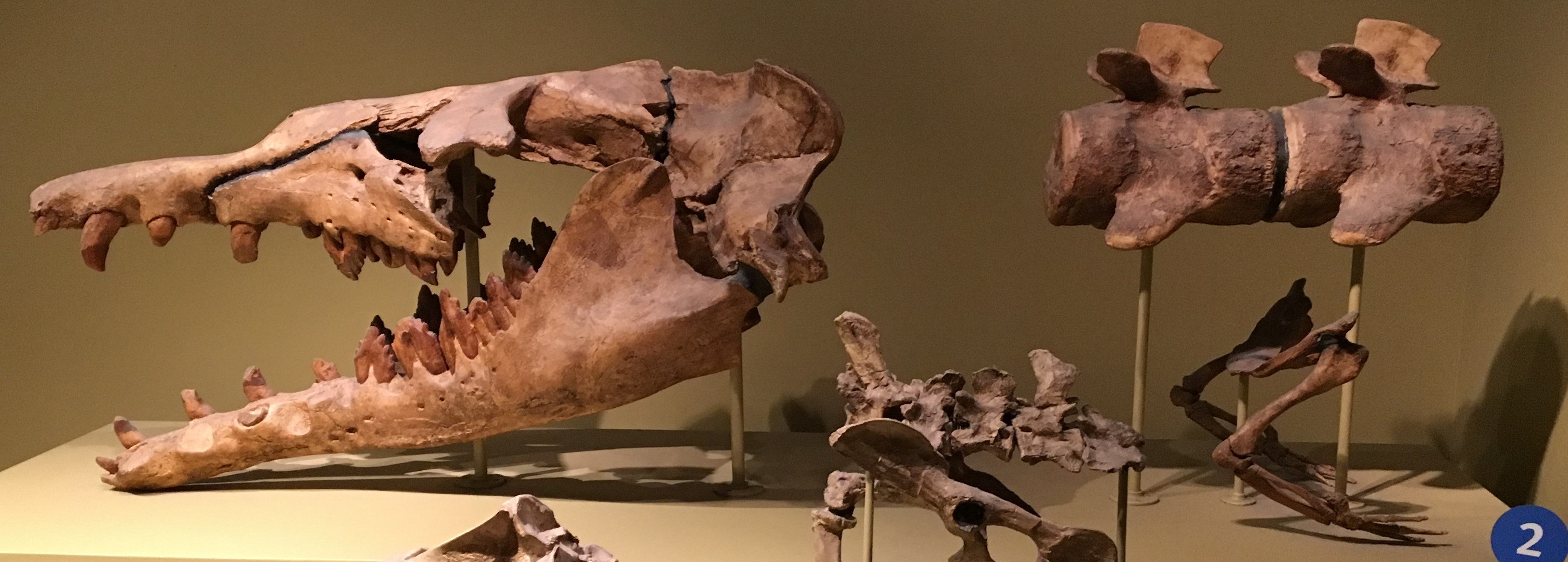
Basilosaure

El Paleogen abasta des de l'extinció de dinosaures no aviaris, fa 66 milions d'anys, fins a l'alba del Neogen, fa 23,03 milions d'anys. Presenta tres èpoques: el Paleocè, l'Eocè i l'Oligocè.
L'època del Paleocè va durar fa 66 a 56 milions d'anys. Els mamífers placentaris moderns es van originar durant aquest temps. El Paleocè és un punt de transició entre la devastació que suposa l'extinció del Cretaci-Paleogen i el ric entorn de la jungla que és l'Eocè Inicial. El Paleocè inicial va veure la recuperació de la terra. Els continents van començar a adoptar la seva forma moderna, però tots els continents i el subcontinent de l'Índia estaven separats els uns dels altres. Àfrica-Euràsia estava separada per l'Oceà de Tetis i les Amèriques per l'estret de Panamà, ja que l'istme encara no s'havia format. Aquesta època presentava una tendència general d'escalfament, amb les selves que finalment arribaven als pols. Els oceans estaven dominats per taurons, ja que els grans rèptils que havien predominat antigament estaven extingits. Els mamífers arcaics omplien el món, com ara els creodonts (carnívors extingits, no relacionats amb els carnívors existents).
L'època de l'Eocè va oscil·lar entre els 56 milions d'anys i els 33,9 milions d'anys enrere. Al començament de l'Eocè, les espècies que vivien en un bosc dens no eren capaces d'evolucionar cap a formes més grans, com al Paleocè. Tots els mamífers coneguts tenien menys de 10 quilograms. Entre ells es trobaven els primers primats, balenes i cavalls juntament amb moltes altres primeres formes de mamífers. A la part superior de les cadenes alimentàries hi havia enormes aus, com el paracrax. La temperatura era de 30 graus centígrads amb poc gradient de temperatura de pol a pol. A l'Eocè mitjà es va formar el corrent Circumpolar-Antàrtic entre Austràlia i l'Antàrtida. Això va alterar els corrents oceànics a tot el món i, com a resultat, va provocar un efecte de refredament global, reduint les selves. Això va permetre als mamífers créixer fins a proporcions de mamut, com ara les balenes que, en aquell moment, havien esdevingut gairebé totalment aquàtiques. Mamífers com Andrewsarchus mongoliensis es trobaven a la part superior de la cadena alimentària. L'Eocè final va veure el renaixement de les estacions, que va provocar l'expansió de zones semblants a les sabanes, juntament amb l'evolució de l'herba. El final de l'Eocè va estar marcat per l'extinció de l'Eocè-Oligocè, la cara europea del qual es coneix com la Grande Coupure.
L'època oligocena abasta des de 33,9 milions fins a 23,03 milions d'anys. L'Oligocè va presentar l'expansió de l'herba que va provocar l'evolució de moltes espècies noves, inclosos els primers elefants, gats, gossos, marsupials i moltes altres espècies encara prevalents avui en dia. Moltes altres espècies de plantes també van evolucionar en aquest període. Un període de refredament amb pluges estacionals encara estava en vigor. Els mamífers encara continuaven creixent.

### Neogen
El Neogen abasta des de 23,03 milions fins a 2,58 milions d'anys enrere. Presenta 2 èpoques: el Miocè i el Pliocè.
L'època del Miocè s'estén des de 23,03 a 5,333 milions d'anys enrere i és un període en què l'herba es va estendre encara més, dominant una gran part del món, a costa dels boscos. Els boscos d'algues van evolucionar, fomentant l'evolució de noves espècies, com les llúdrigues marines. Durant aquest temps, els perissodàctils van prosperar i van evolucionar cap a moltes varietats diferents. Els simis van evolucionar en 30 espècies. El mar de Tetis es va tancar finalment amb la creació de la península Aràbiga, deixant només restes com els mars Negre, Roig, Mediterrani i Caspi. Això va augmentar l'aridesa. Van evolucionar moltes plantes noves: el 95% de les plantes modernes de llavor van evolucionar a mitjans del Miocè.
L'època del Pliocè va durar des de fa 5,333 a 2,58 milions d'anys. El Pliocè va presentar canvis climàtics dramàtics, que finalment van conduir a espècies modernes de flora i fauna. El mar Mediterrani es va assecar durant diversos milions d'anys (perquè les edats glacials van reduir el nivell del mar, desconnectant l'Atlàntic del Mediterrani i les taxes d'evaporació van superar les entrades dels rius). Els australopitecs van evolucionar a l'Àfrica, començant la branca humana. Es va formar l'istme de Panamà i els animals van emigrar entre Amèrica del Nord i del Sud durant el gran intercanvi americà, causant estralls en les ecologies locals. Canvis climàtics provocats: sabanes que continuen estenent-se pel món; Monsons indis; deserts a l'Àsia central; i els inicis del desert del Sàhara. El mapa del món no ha canviat gaire des d'aleshores, tret dels canvis provocats per les glaciacions del Quaternari, com els Grans Llacs, la badia d'Hudson i el mar Bàltic.

#### Quaternari

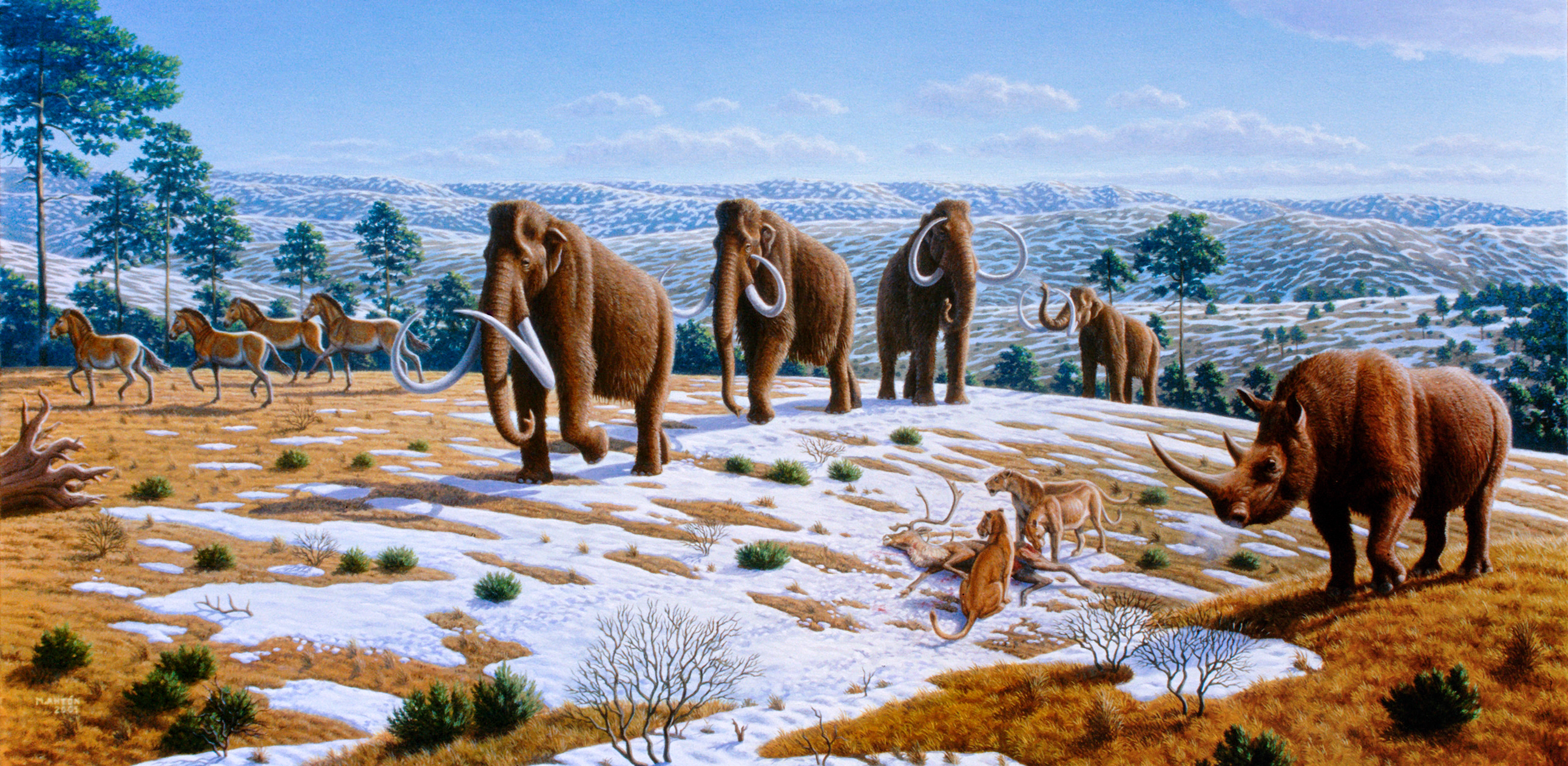
Megafauna de Plistocè Europa (mamuts, lleons cavernosos, rinoceronts, rens, cavalls)

El Quaternari abasta des de fa 2,58 milions d'anys fins als nostres dies, i és el període geològic més curt en l'Eon Phanerozoic. Compta amb animals moderns, i canvis dramàtics en el clima. Es divideix en dues èpoques: el Plistocè i l'Holocè.
El Plistocè va durar de 2,58 milions a 11.700 anys enrere. Aquesta època estava marcada per les edats de gel com a resultat de la tendència de refredament que va començar en l'Eocè Mitjà. Va haver-hi almenys quatre períodes de glaciació separats marcats per l'avanç dels casquets de gel fins al sud de 40° N en les zones muntanyenques. Mentrestant, Àfrica va experimentar una tendència de dessecació que va donar lloc a la creació de deserts de Sàhara, Namib i Kalahari. Molts animals van evolucionar incloent mamuts, mandrosos gegants de terra, llops gegants, gats amb dents de sabre, i la més famosa Homo sapiens. Fa 100.000 anys va marcar el final d'una de les pitjors sequeres a Àfrica, i va conduir a l'expansió dels humans primitius. Mentre el Plistocè es tancava, una gran extinció eliminava gran part de la megafauna del món, incloent algunes de les espècies d'homínids, com els neandertals. Tots els continents es van veure afectats, però Àfrica en menor mesura. Encara conserva molts animals grossos, com els hipos.
L'Holocè va començar fa 11.700 anys i dura fins al dia d'avui. Tota la història registrada i la «història humana» es troba dins dels límits de l'època de l'Holocè. L'activitat humana es culpa d'una extinció massiva que va començar fa uns 10.000 anys, encara que les espècies que s'han extingit només s'han registrat des de la Revolució Industrial. Això a vegades es coneix com la «Sisena Extinció». Sovint se cita que més de 322 espècies registrades s'han extingit a causa de l'activitat humana des de la Revolució Industrial, però la taxa pot ser de fins a 500 espècies vertebrades per si soles, la majoria de les quals han ocorregut després de 1900.

## Vida animal

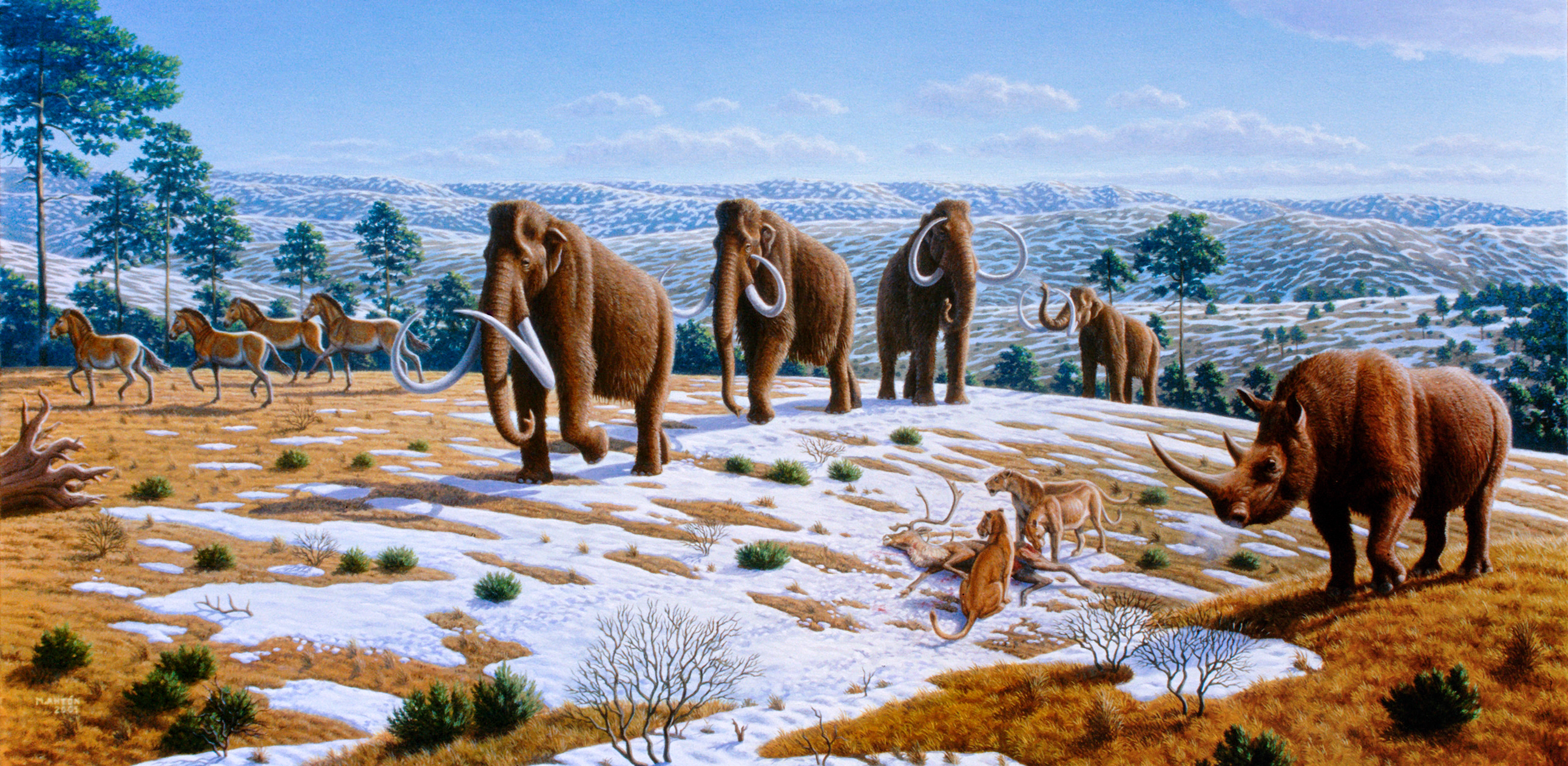
Megafauna del Plistocè europeu.

A principis del Cenozoic, després del K-Pg, el planeta estava dominat per una fauna relativament petita, inclosos petits mamífers, aus, rèptils i amfibis. Des d'una perspectiva geològica, els mamífers i les aus no van trigar a diversificar-se en absència dels dinosaures que havien dominat la terra durant el mesozoic. Alguns ocells no voladors van créixer fins a arribar a mides que superaven la dels actuals humans. Aquestes espècies sovint es van convertir en depredadors formidables.
El Cenozoic és l'edat dels mamífers, que van arribar a ocupar gairebé tots els nínxols disponibles (tant marins com terrestres). Els mamífers en aquest període es diversificaren a partir d'unes poques formes simples fins a arribar a ser una variada col'lecció d'animals terrestres, marins i voladors. L'entelodon, el paracerateris (un parent dels rinoceronts sense banyes) i el basilosaure (una balena primerenca) són dels primers grans mamífers que van existir.
El Cenozoic és també l'edat de la sabana o l'edat dels angiospermes simbiòtics amb els insectes. Les aus també evolucionaren substancialment durant el Cenozoic.

## Tectònica

Moviment dels continents.

Geològicament, el cenozoic és l'era en què els continents es mogueren fins llurs posicions actuals. Austràlia-Nova Guinea se separà de Gondwana derivant cap al nord fins a arribar a tocar el sud-est d'Àsia; l'Antàrtida es mogué a la seva posició actual al pol Sud; l'oceà Atlàntic s'eixamplà i, ja tard dins l'era, Amèrica del Sud s'enganxà a Amèrica del Nord.
L'Índia va xocar amb l'Àsia fa 55 a 45 milions d'anys creant l'Himàlaia; Aràbia. per la seva banda, va xocar amb Euràsia, tancant l'oceà de Tetis i creant les muntanyes Zagros, fa uns 35 milions d'anys.
La ruptura de Gondwana al Cretaci final i al cenozoic va provocar un canvi en els cursos fluvials de diversos grans rius africans, inclosos el Congo, Níger, Nil, Orange, Limpopo i Zambezi.